# Parafia Najświętszej Maryi Panny z Lourdes w Krakowie
Parafia Najświętszej Maryi Panny z Lourdes w Krakowie – parafia rzymskokatolicka w Krakowie w dekanacie Kraków-Bronowice, archidiecezji krakowskiej na Nowej Wsi przy ulicy Misjonarskiej.

## Historia
Kamień węgielny pod budowę kościoła Najświętszej Maryi Panny z Lourdes położono 25 czerwca 1892 roku. Świątynia została wybudowana staraniem Zgromadzenia Księży Misjonarzy i 27 marca 1894 roku ks. kardynał Albin Dunajewski poświęcił trzy dzwony i sygnaturkę. Kościół konsekrował przemyski biskup pomocniczy, Jakub Glazer, 16 lipca 1894 roku.
Kościół poświęcono Niepokalanej Dziewicy z Lourdes.
1 stycznia 1923 roku abp Adam Stefan Sapieha utworzył przy kościele Najświętszej Maryi Panny z Lourdes parafię pod tym samym wezwaniem, której prowadzenie powierzono Zgromadzeniu Księży Misjonarzy.

## Wspólnoty parafialne
- Mieszany Chór Mariański
- Duszpasterstwo akademickie „Na Miasteczku”
- Świetlica środowiskowo-rozwojowa „Świat Młodzieży” (dawniej: Dzienny Ośrodek Socjoterapii „Na Lea”)
- Służba liturgiczna
- Krucjata Maryjna dziewcząt
- Młodzież Misjonarska
- Grupa formacyjno-ewangelizacyjna św. Pawła
- Wspólnota Żywego Różańca
- Parafialny Oddział Akcji Katolickiej
- Stowarzyszenie Miłosierdzia św. Wincentego a Paulo
- Apostolat Maryjny i Koło Przyjaciół Misji
- Koło Przyjaciół Radia Maryja
- Wspólnota dla Intronizacji Najświętszego Serca Pana Jezusa
- Wspólnota Apostolskie Dzieło Pomocy dla Czyśćca
- Oaza rodzin – Ruch Domowego Kościoła
- Wspólnoty neokatechumenalne
- Schola dziecięca
- Krąg Biblijny
- Spotkania „Refleksje nad wiarą”
- Klub Parafialny (Dom Katolicki)
- Punkt konsultacji psychologiczno-pedagogicznej
- Grupa wsparcia dla osób w żałobie

## Zasięg parafii
Ulice: Altanowa, Armii Krajowej 2, 5, 6, 7, Beniowskiego, Bronowicka nry parzyste 2-14, Budryka, Bydgoska, Chmiela, Chocimska, Chodowieckiego, Cichy Kącik, Czarnowiejska nry parzyste od 66 i nieparzyste od 73, Domeyki, Elbląska, Galla, Goetla, Gramatyka, Igrców, Jadwigi z Łobzowa, Kadecka, Kawiory, Kazimierza Wielkiego nry parzyste od 78, al. Kijowska nry do 21, Kołowa, Królewska nry parzyste od 82 i nieparzyste od 51, Krzywy Zaułek, Lea nry parzyste 20‑118 i nieparzyste 31‑165, 3 Maja 13-25, Miechowska, Misjonarska, Młodej Polski, Na Garbie, Nawojki, Niedziałkowskiego, Nowowiejska nry nieparzyste i plac, Obopólna, Ogrodniczek 7 i 9, Olimpijska, Park Jordana, Piastowska (od Rudawy), Podchorążych, Radwańskiego, Reymonta nry parzyste od 18 i nieparzyste od 17, Rolnicza, Rostafińskiego, Rydla nry nieparzyste, Skarbińskiego, Smoluchowskiego, Spokojna, Staffa, Staszczyka, Szlachtowskiego nry parzyste 2-34 i nieparzyste 7-31, Tokarskiego, Toruńska, Urzędnicza nry parzyste 2-32, Warmijska, Za Targiem, Żelechowskiego.